# Bruno Dozzini
Bruno Dozzini (Perugia, 24 dicembre 1920 – Perugia, 19 settembre 2008) è stato un poeta italiano.

## Biografia
Bruno Dozzini, dopo aver conseguito il diploma di ragionieria e perito commerciale nel 1939, si è laureato in economia e commercio nel 1943 all'Università di Perugia, città dove ha insegnato lingua e letteratura inglese nelle scuole secondarie statali. Ha svolto anche la professione di guida turistica in Umbria. Nel 1958 ha fondato a Perugia, insieme a Carlo Vittorio Bianchi, l'Associazione Scrittori del Centro Italia, attiva fino al 1962.
(Giacinto Spagnoletti)
Giorgio Barberi Squarotti considera l'esperienza poetica di Dozzini «una delle più singolari e vitali del nostro secondo Novecento»: 
(Giorgio Barberi Squarotti)
Per la sua opera poetica Dozzini è stato insignito nel 1973 del Premio della Presidenza del Consiglio dei Ministri.

## Opere
- Vegliando una notte, Perugia, Tipografia Donnini, 1944.
- Voci dalla deriva, prefazione di Virgilio Coletti, Perugia, Grafica, 1955.
- Seconde poesie, Città di Castello, Unione Arti Grafiche, 1960.
- Suoni di bordone: liriche 1956-1958, prefazione di Edoardo Malagoli, Padova, Rebellato, 1960.
- Fuori tempo: liriche 1959-1962, prefazione di Walter Mauro, Padova, Rebellato, 1964.
- Ipotesi di realtà, prefazione-saggio dell'Autore e disegni di Manlio Bacosi, Macerata, La Nuova Foglio, 1970.
- Poesie d'amore, introduzione di Massimo Grillandi, disegni di Franco Venanti, Perugia, Umbria Editrice, 1974.
- La pigra potenza, prefazione di Alberto Bevilacqua, Poggibonsi-Siena, Lalli,  1979.
- Amore in versi, prefazione di Armando Meoni,  Perugia, Ediz. Benucci, 1981.
- Lavorare la pietra,  prefazione di Delio Carnevali, disegni di Serena Cavallini,  Perugia, Umbria Editrice, 1984.
- Fedeltà della morte introduzione dell'Autore e disegni di Serena Cavallini, Perugia, Utinam, 1988.
- L'apparente fine, introduzione di Luciano Capuccelli, disegni di Serena Cavallini, Perugia, Utinam, 1991.
- Testimonianze critiche al pittore Manlio Bacosi, Perugia, Galleria d'arte Il Sole, 1994.
- Ritrovate parole, introduzione di Delio Carnevali, disegni di Serena Cavallini, Perugia, Guerra Edizioni, 1995.
- Selected Poems, introduzione e traduzione di Michael R. Campo, Cincinnati, ProBono,  1997.
- Perugia in 1420 Monumenti dagli Etruschi ad oggi, Edizioni Guerra, 1998.
- Lucifero e altro, disegni di Serena Cavallini, Perugia, Edizioni Guerra, 1998.
- Il troppo e il poco,  introduzione di Maurizio Terzetti, disegni di Serena Cavallini, Perugia, Edizioni Guerra, 1999.
- Messa laica nel canto di un poeta, nota dell'Autore e musica di Fernando Sulpizi, Perugia, Edizioni Guerra, 2000.
- I racconti della Meloria, Perugia, Edizioni Guerra, 2000.
- Il nutrimento nascosto, nota di Antonio Carlo Ponti, copertina di Giovanna Bruschi, Perugia, Edizioni Guerra, 2002.
- Intuizioni e no, introduzione di Sandro Allegrini, disegni di Giovanna Bruschi, Perugia, Edizioni Guerra, 2003.
- Guglie della notte e altri versi, introduzione di Gianluca Prosperi, disegni di Giovanna Bruschi, Perugia, Edizioni Guerra, 2004.
- Tutte le poesie (1944-2004), a cura di Giovanni Zavarella, Perugia, Edizioni Guerra, 2004.
- Tutte le prose, a cura di Giovanni Zavarella, Perugia, Edizioni Guerra, 2006.
- Opere postume, a cura di Giovanni Zavarella, Perugia, Edizioni Guerra, 2011.